# Aurelio Teodoto
Aurelio Teodoto (in latino: Aurelius Theodotus; fl. 262-263) è stato un generale romano dell'imperatore Gallieno e prefetto dell'Egitto.

## Biografia
Teodoto era un generale dell'imperatore Gallieno appartenente all'ordine equestre. L'Historia Augusta racconta che era di origine egiziana e che aveva un fratello di nome Causisoleo.
Negli anni 260 l'Impero romano era sottoposto alla pressione di diversi nemici sulle frontiere e vi furono diversi episodi di usurpazione. In uno di questi, nel 261, il prefetto romano dell'Egitto, Lucio Mussio Emiliano, si ribellò contro Gallieno, facendosi proclamare imperatore dall'esercito.
Gallieno non poteva permettere che l'Egitto, granaio dell'impero, gli sfuggisse di mano e nel 262 inviò Teodoto contro Emiliano. Teodoto, probabilmente al comando di una spedizione navale, giunse in Egitto e, presso Tebe, sconfisse e catturò Emiliano, mandandolo a Gallieno che lo fece giustiziare per strangolamento in prigione. I soldati tebani di Emiliano furono trattati crudelmente da Teodoto e molti messi a morte.
L'imperatore nominò Teodoto prefetto d'Egitto in sostituzione di Emiliano. Teodoto è attestato in carica dal 14 agosto 262 all'8 novembre 263.
Teodoto soppresse anche la rivolta di Memor, probabilmente un sostenitore di Emiliano che ne continuò la ribellione. Successivamente a questi fatti, alcuni magistrati si lamentarono con l'imperatore di come aveva reagito Teodoto, il quale scrisse all'imperatore, che fece chiudere il caso. Gli storici ritengono che probabilmente Teodoto fu sospettato di aver reagito troppo in anticipo o di aver voluto eliminare un proprio rivale.